# アメリカ海軍のミサイル発射装置一覧
アメリカ海軍のミサイル発射装置一覧（List of United States Navy Guided Missile Launching Systems）は、アメリカ海軍が開発したミサイル発射装置（GMLS）の一覧である。

## 一覧
| 名称   | 注釈 | 搭載艦など                                                                   |  |
| ------ | --- | ---------------------------------------------------------------------------- |  |
| Mk 1   | テリアミサイルの試験用連装発射機。 | 砲術訓練艦ミシシッピ                                                         |  |
| Mk 4   | テリアミサイルの連装発射機。 | ボストン級ミサイル巡洋艦                                                     |  |
| Mk 5   | テリアミサイル、ターターミサイル、スタンダードミサイルの実験用連装発射機                                                                                  | ホワイトサンズ・ミサイル実験場                                               |  |
| Mk 7   | タロスミサイルの連装発射機。Mk 12と異なりミサイルはすべてメインデッキ上に格納される。                                                                     | ガルベストン級ミサイル巡洋艦                                                 |  |
| Mk 8   | テリアミサイルの連装発射機。 | ミサイル駆逐艦ジャイアット                                                   |  |
| Mk 9   | テリアミサイルの連装発射機。Mk 10と異なりミサイルはすべてメインデッキ上に格納される。                                                                     | プロビデンス級ミサイル巡洋艦                                                 |  |
| Mk 10  | テリアミサイル、スタンダードミサイル、アスロックの連装発射機。                                                                                            | ベルナップ級ミサイル巡洋艦など                                               |  |
| Mk 11  | ターターミサイル、スタンダードミサイル、ハープーンミサイルの連装発射機。                                                                                  | オールバニ級ミサイル巡洋艦、チャールズ・F・アダムズ級ミサイル駆逐艦など      |  |
| Mk 12  | タロスミサイルの連装発射機。 | 原子力ミサイル巡洋艦ロングビーチ、オールバニ級ミサイル巡洋艦                 |  |
| Mk 13  | ターターミサイル、スタンダードミサイル、ハープーンミサイルの単装発射機。                                                                                  | オリバー・ハザード・ペリー級ミサイルフリゲート、たちかぜ型ミサイル護衛艦など |  |
| Mk 14  | タイフォンミサイルの単装発射機（タイフォンミサイル自体が計画中止）。                                                                                      |                                                                              |  |
| Mk 16  | アスロックの8連装発射機（アスロック・ランチャー）。再装填システムなどを除く発射機自体の制式番号はMk 112。                                                 | ブロンシュタイン級フリゲート、やまぐも型護衛艦など                           |  |
| Mk 22  | ターターミサイル、スタンダードミサイルの単装発射機。Mk 13の小型・軽量化版。                                                                               | ブルック級ミサイルフリゲート、バレアレス級フリゲート                         |  |
| Mk 25  | シースパローミサイル（BPDMS）の8連装発射機。Mk 16の一部（Mk 112）を流用して開発された。                                                                   | ノックス級フリゲート、しらね型護衛艦など                                     |  |
| Mk 26  | ターターミサイル、スタンダードミサイル、アスロックの連装発射機。                                                                                          | バージニア級原子力ミサイル巡洋艦、キッド級ミサイル駆逐艦など                 |  |
| Mk 29  | シースパローミサイル（IBPDMS）の8連装発射機。Mk 25と異なり新規設計による開発。                                                                            | スプルーアンス級駆逐艦、はつゆき型護衛艦など                                 |  |
| Mk 32  | スタンダードミサイルの連装又は3連装発射機（角筒型）。台湾海軍が富陽級駆逐艦（元ギアリング級）の兵装を移設したもの。                                       | 済陽級フリゲート（元ノックス級フリゲート）                                   |  |
| Mk 41  | スタンダードミサイル、シースパローミサイル、垂直発射式アスロック、トマホークミサイルの垂直発射システム（VLS）。発射機自体の制式番号はMk 158またはMk 159。 | タイコンデロガ級ミサイル巡洋艦、こんごう型ミサイル護衛艦など                 |  |
| Mk 45  | トマホークミサイルの潜水艦発射型垂直発射システム。 | ロサンゼルス級原子力潜水艦など                                               |  |
| Mk 48  | シースパローミサイル、ESSMの垂直発射システム。Mk 41の小型・軽量化版。発射機自体の制式番号はMk 164。                                                       | ハリファックス級フリゲート、むらさめ型護衛艦など                             |  |
| Mk 49  | RAMの21連装発射機。 | ニミッツ級航空母艦、ザクセン級フリゲートなど                                 |  |
| Mk 56  | ESSMの垂直発射システム（ESSMを2発収容できるデュアル・パックを使用したMk 48）。                                                                            | アブサロン級多目的支援艦                                                     |  |
| Mk 57  | スタンダードミサイル、ESSM、垂直発射式アスロック、トマホークミサイルの垂直発射システム（PVLS）                                                            | ズムウォルト級ミサイル駆逐艦                                                 |  |
| Mk 141 | ハープーンミサイルの4連装発射機。 | スプルーアンス級駆逐艦、はつゆき型護衛艦など                                 |  |
| Mk 143 | トマホークミサイルの4連装発射機。装甲ボックスランチャー（ABL）。                                                                                          | アイオワ級戦艦など                                                           |  |

## ギャラリー

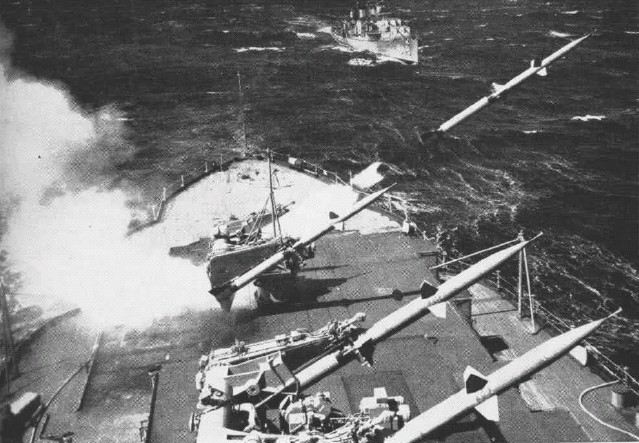
Mk 1
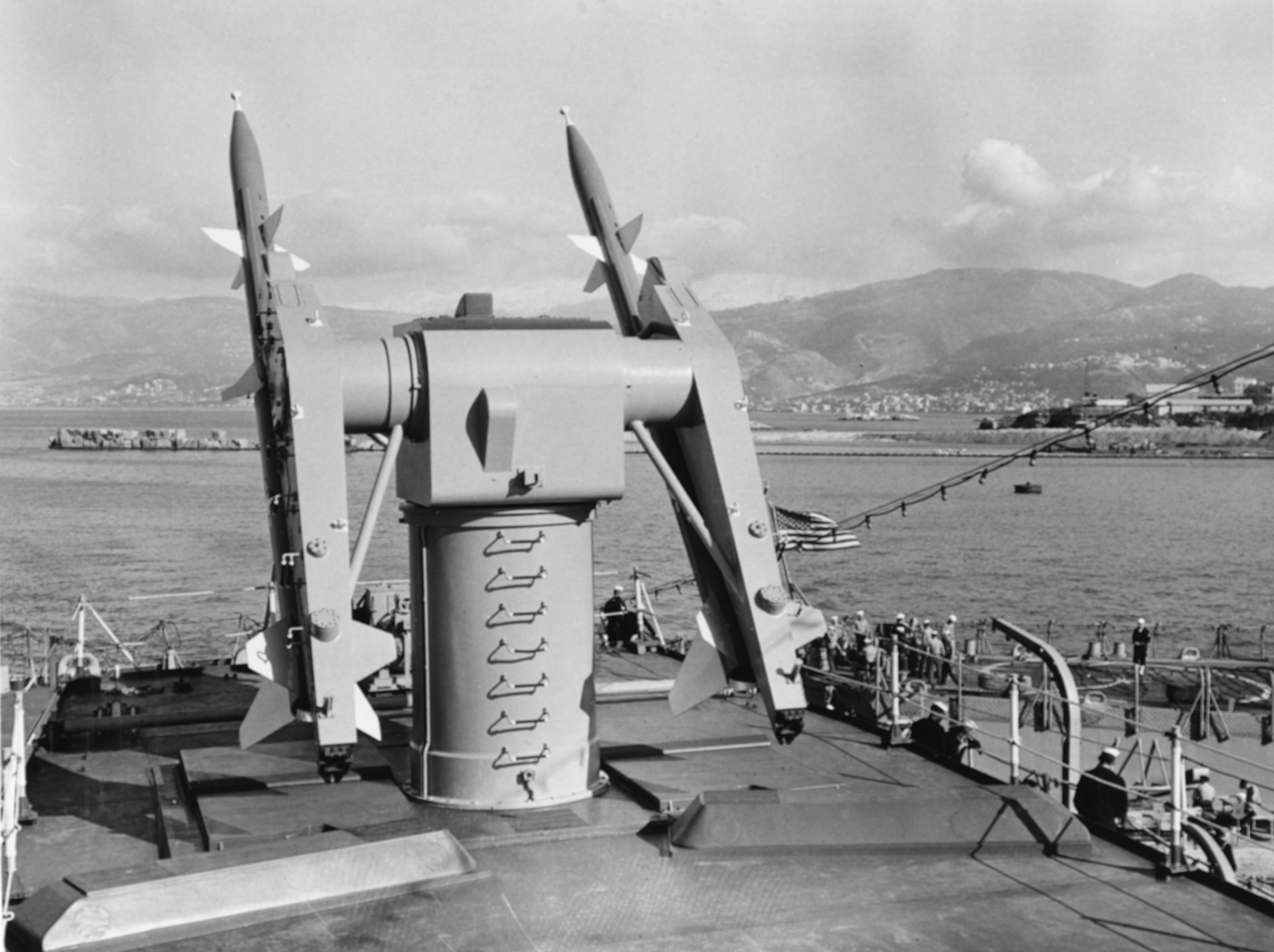
Mk 4
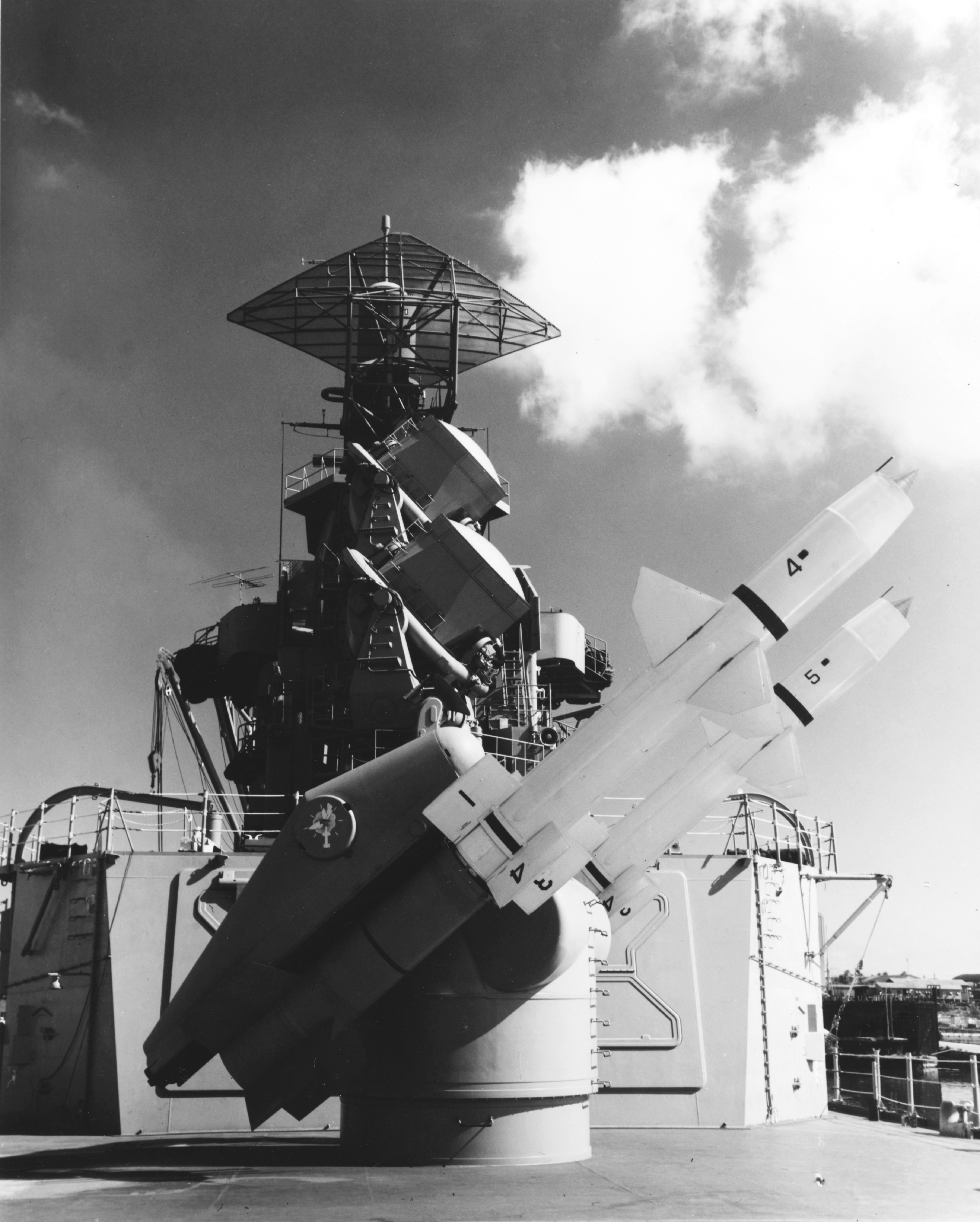
Mk 7
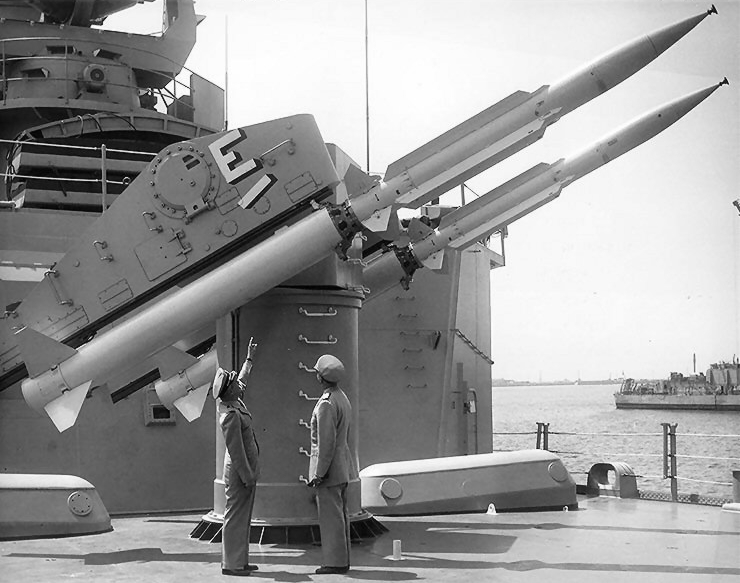
Mk 9
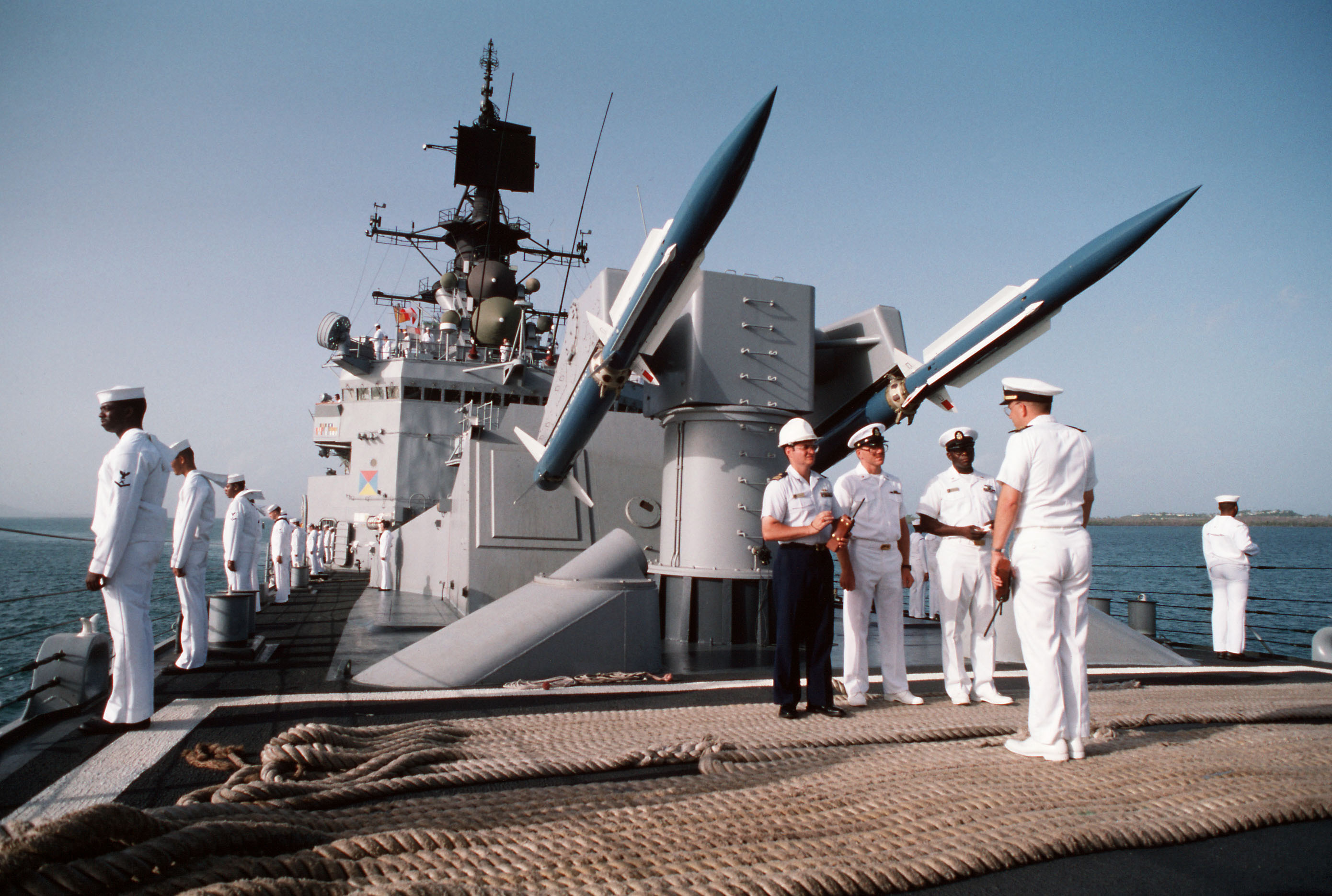
Mk 10
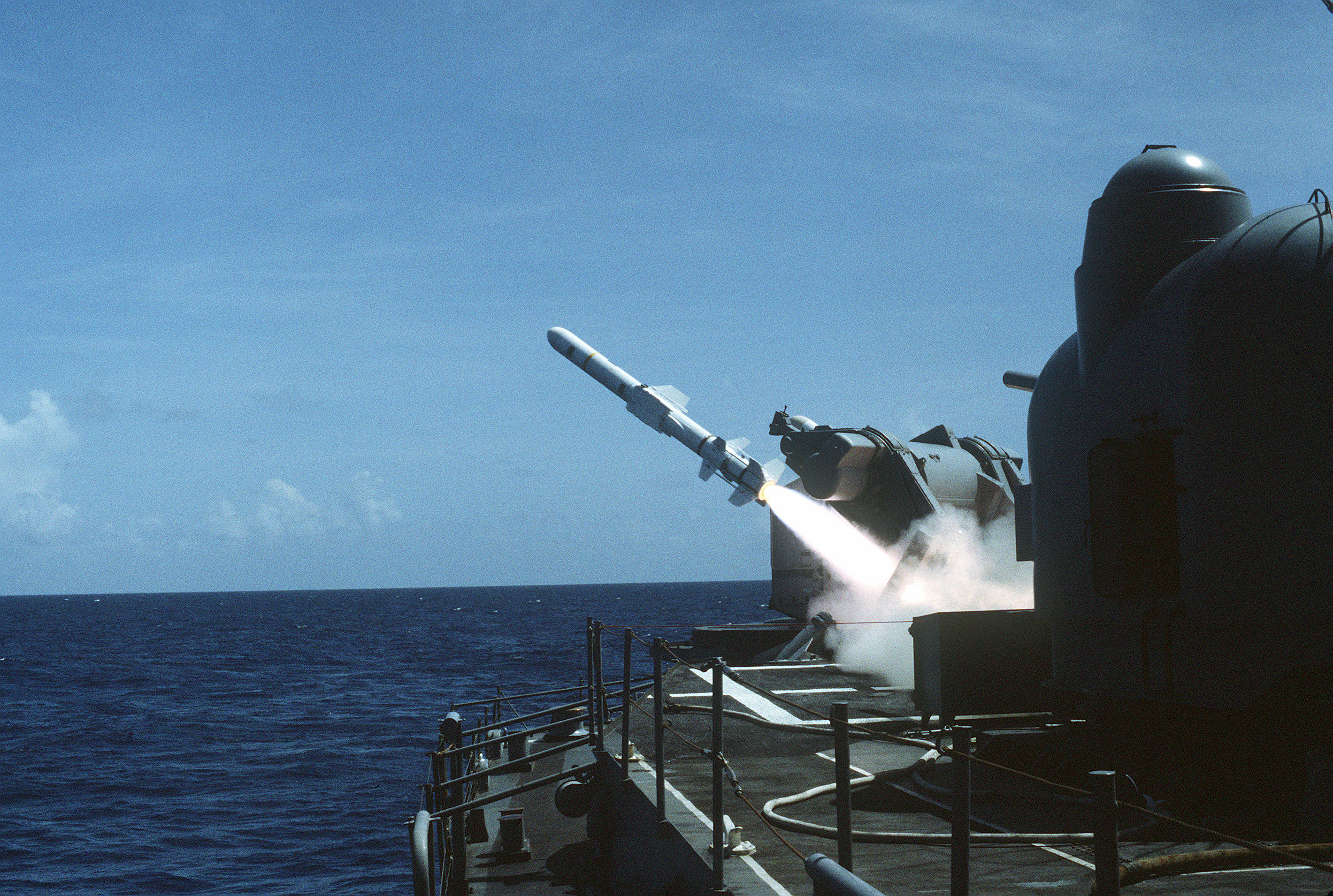
Mk 11
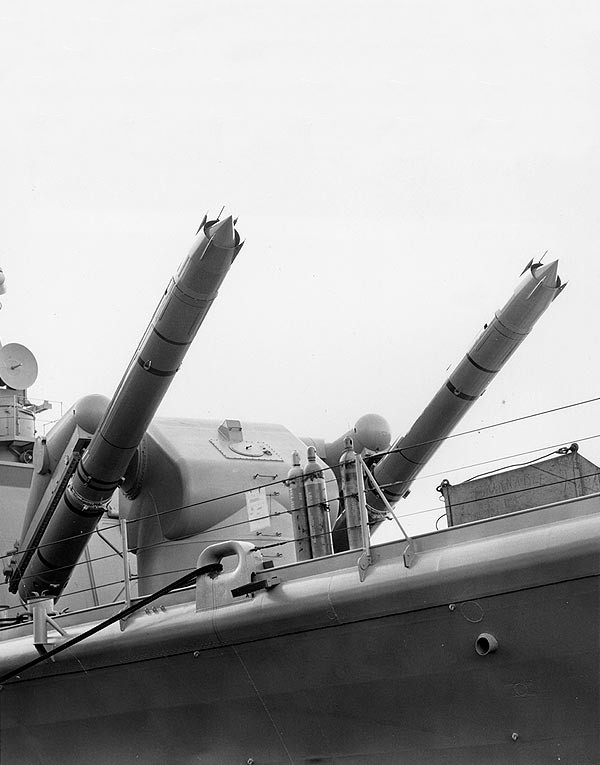
Mk 12
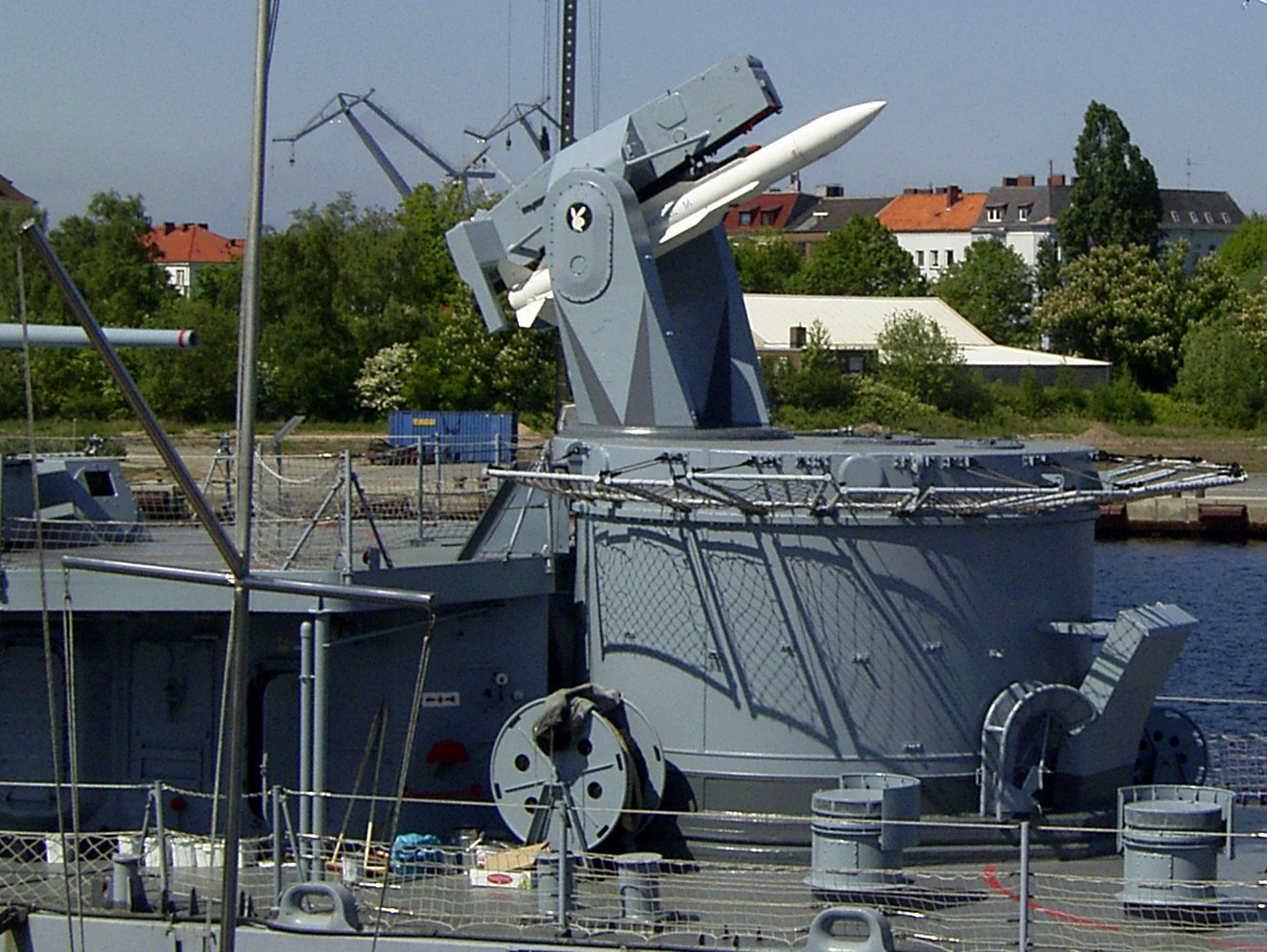
Mk 13
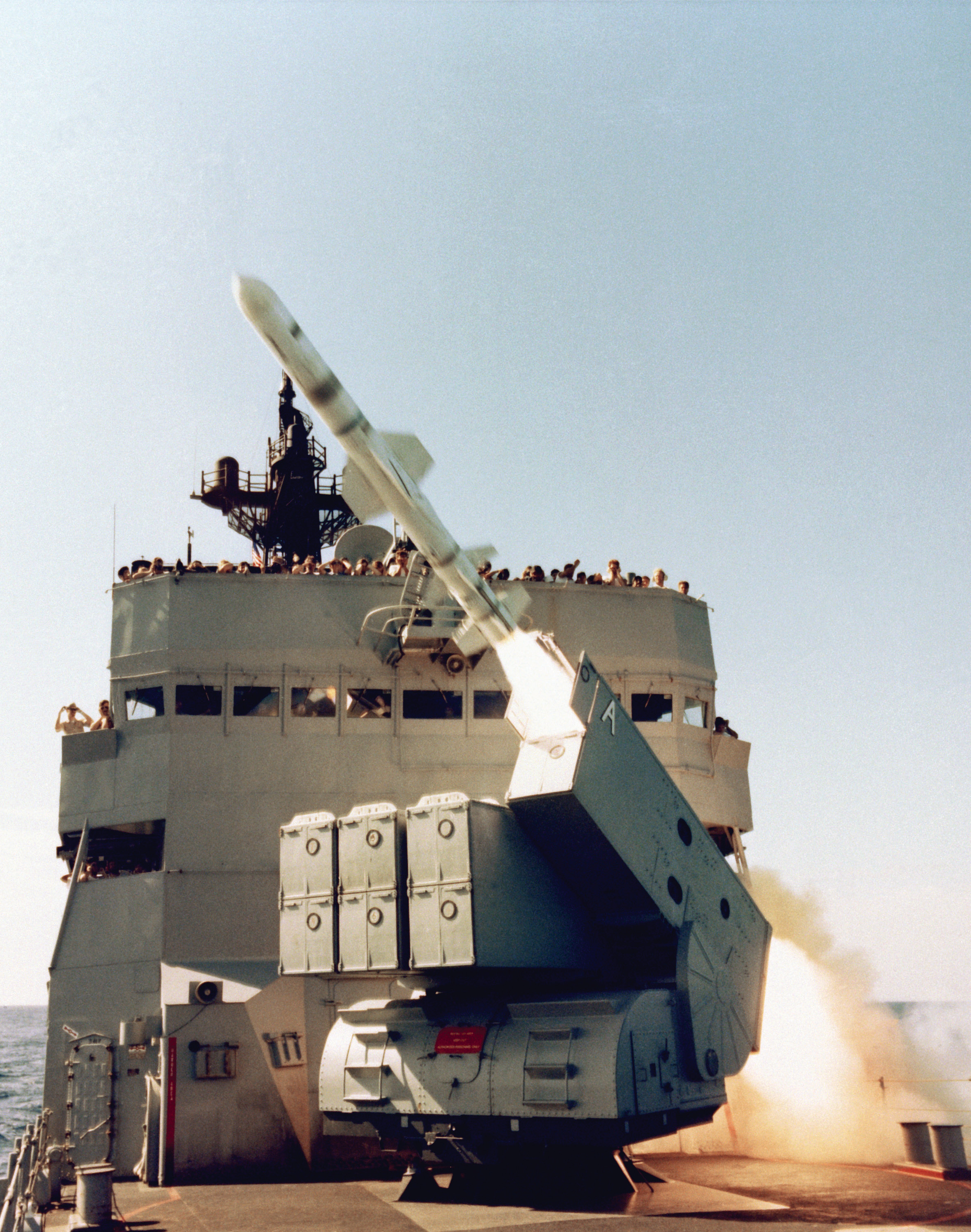
Mk 16
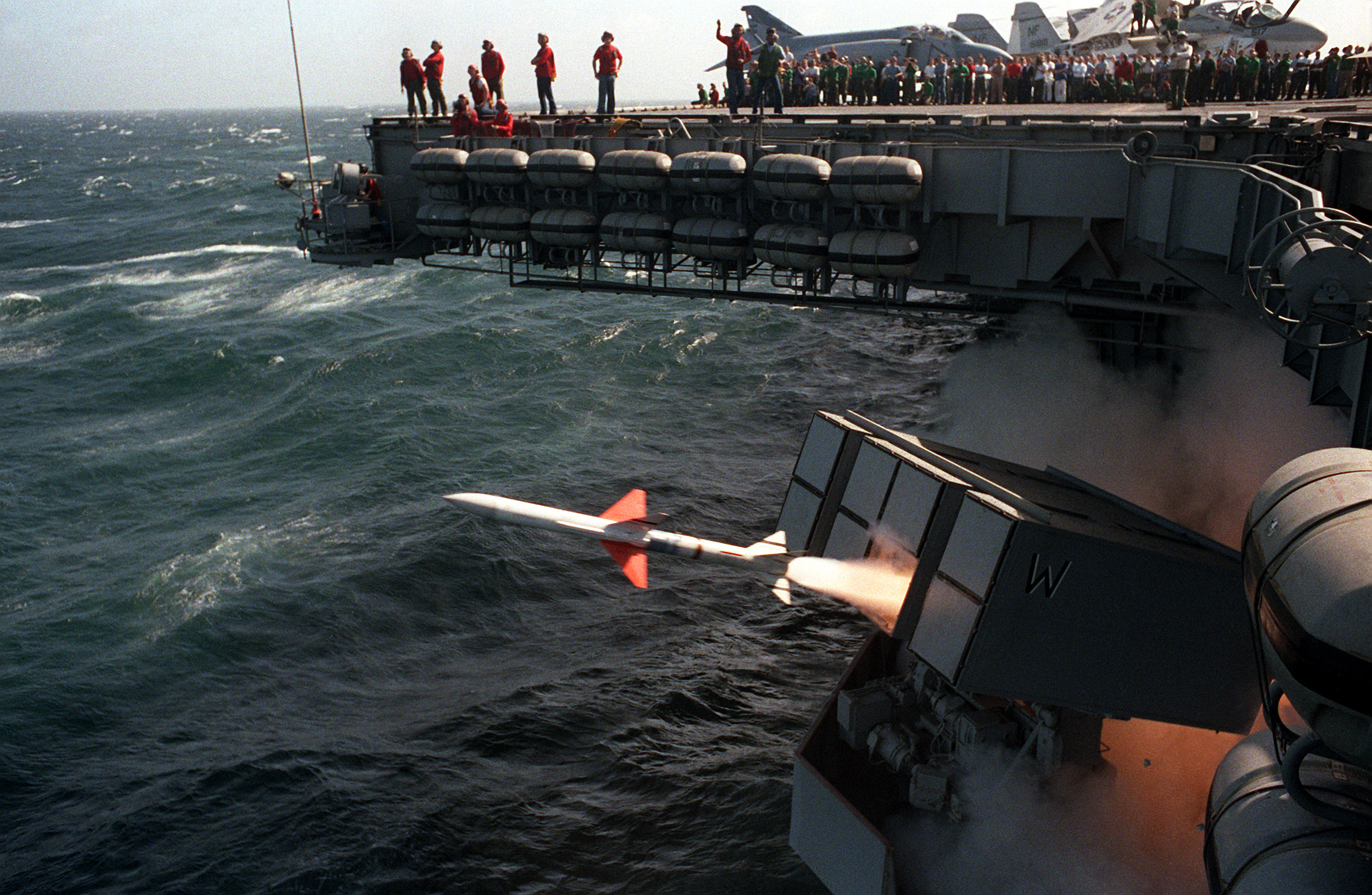
Mk 25
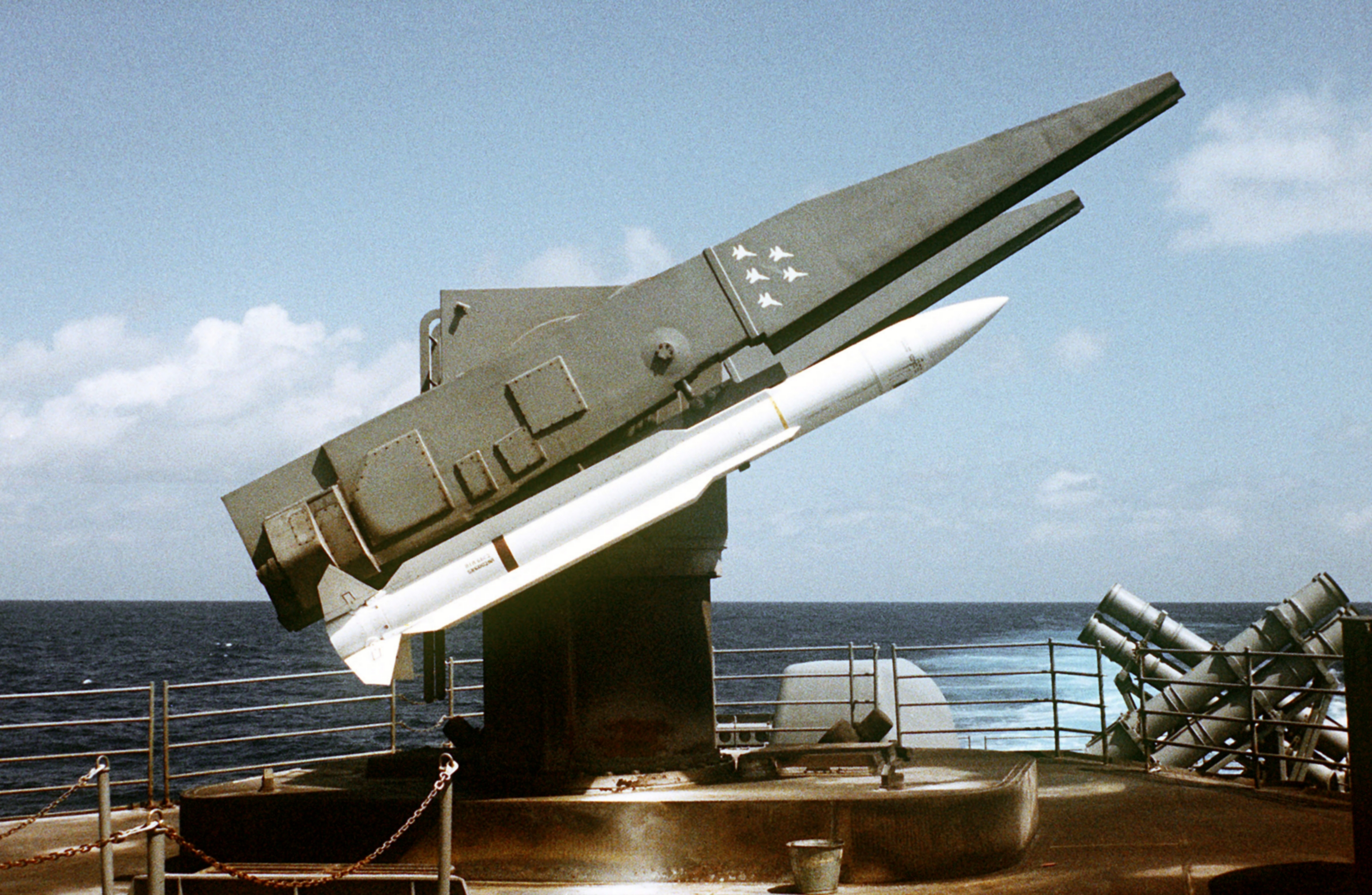
Mk 26
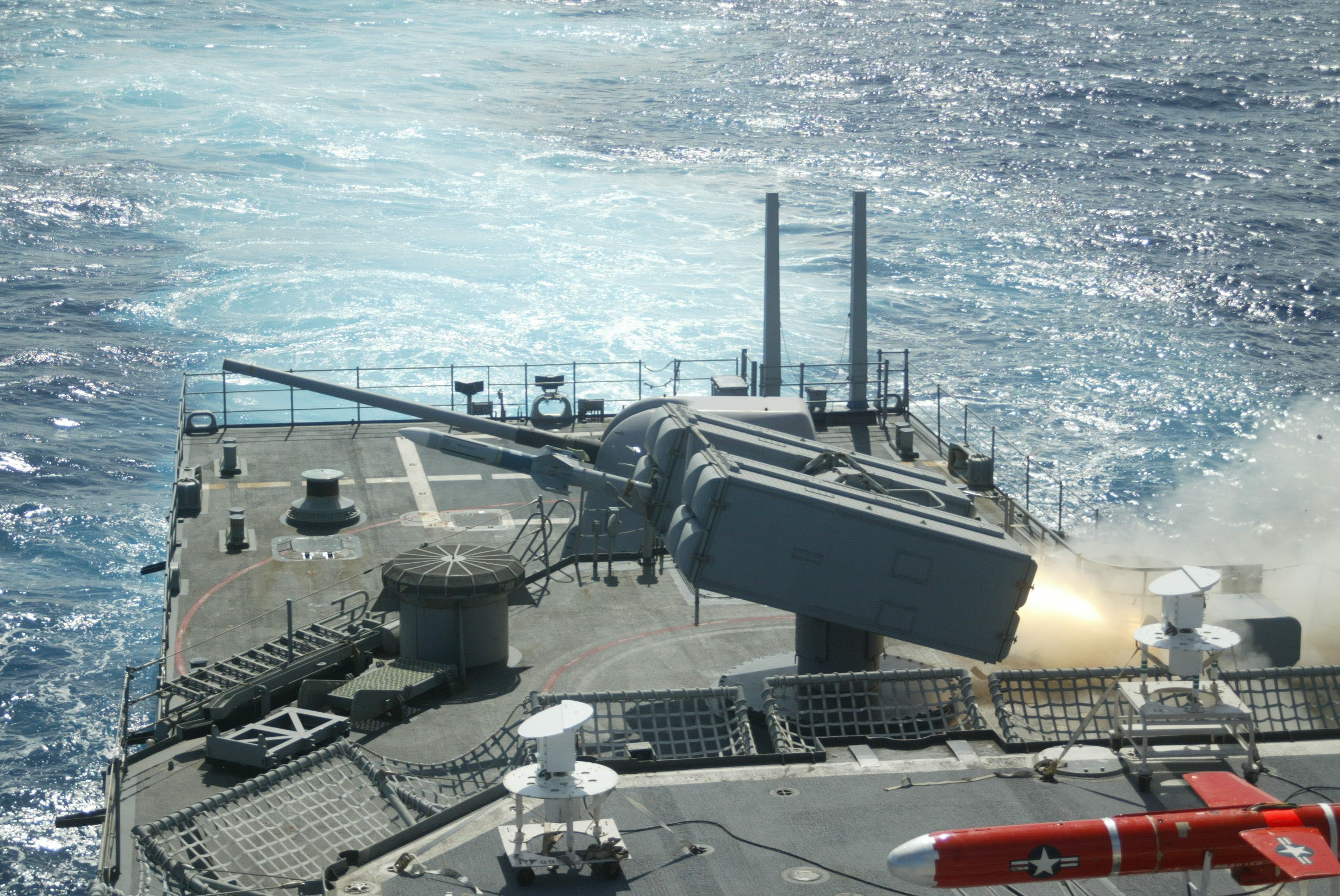
Mk 29
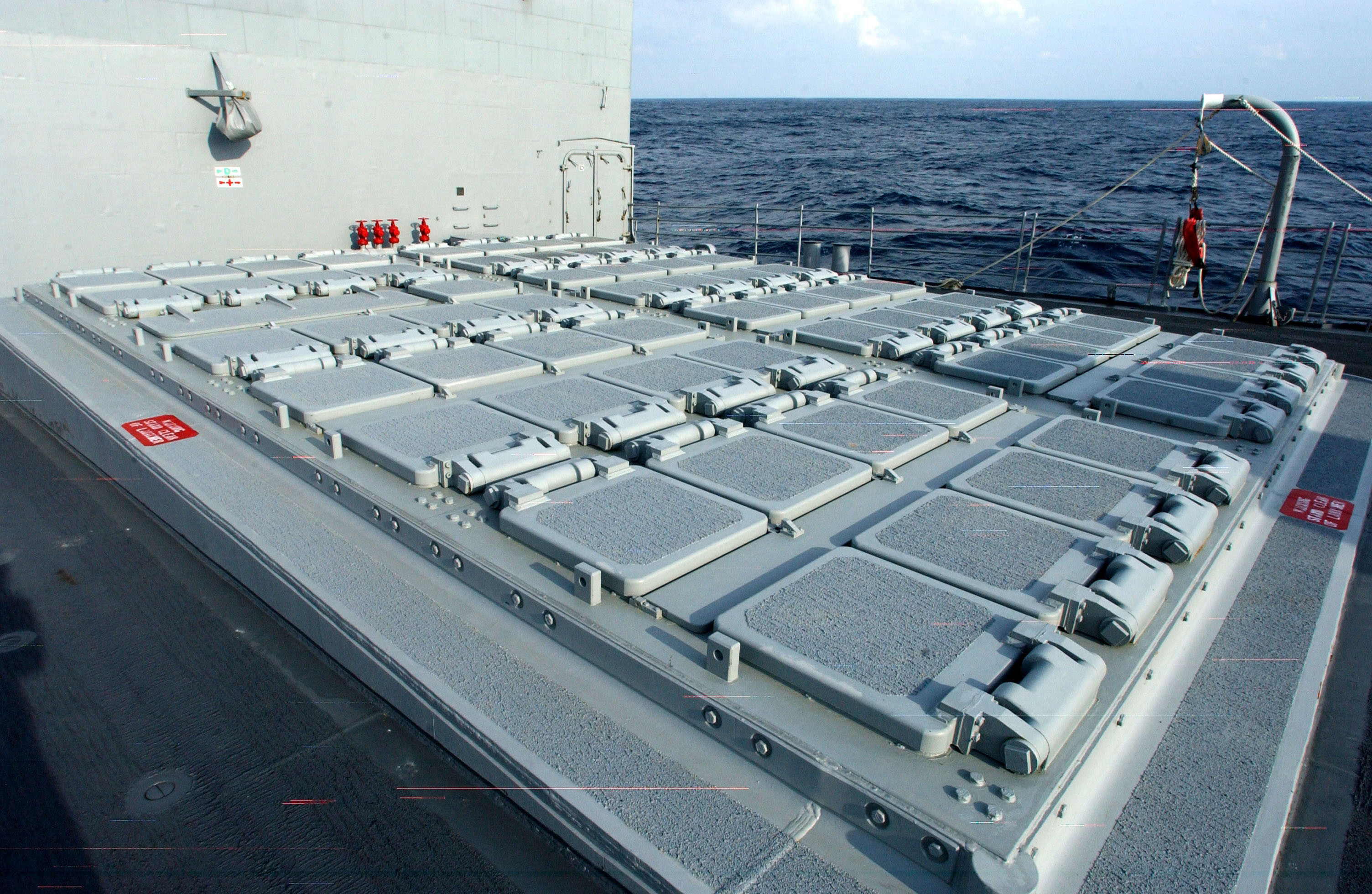
Mk 41
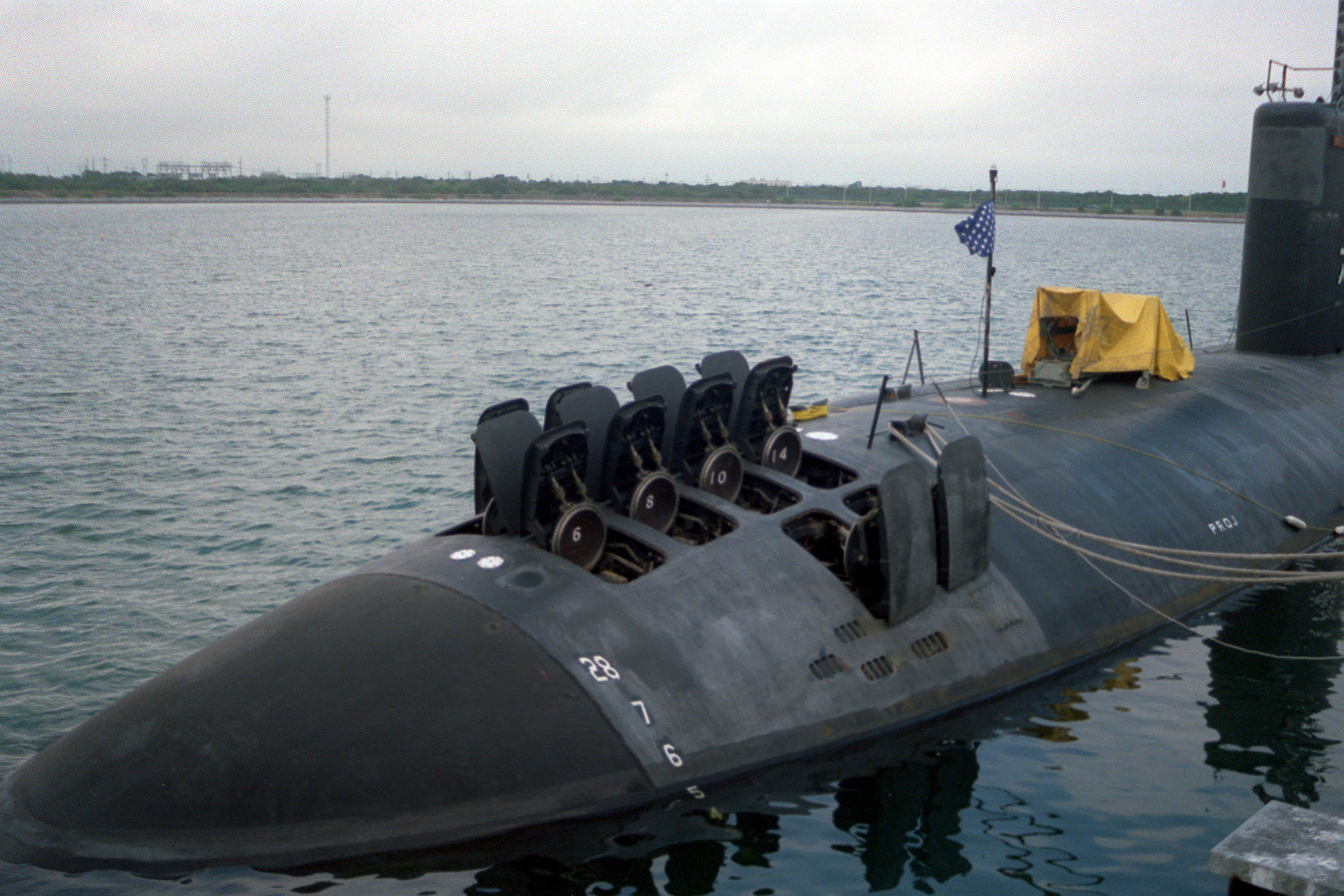
Mk 45
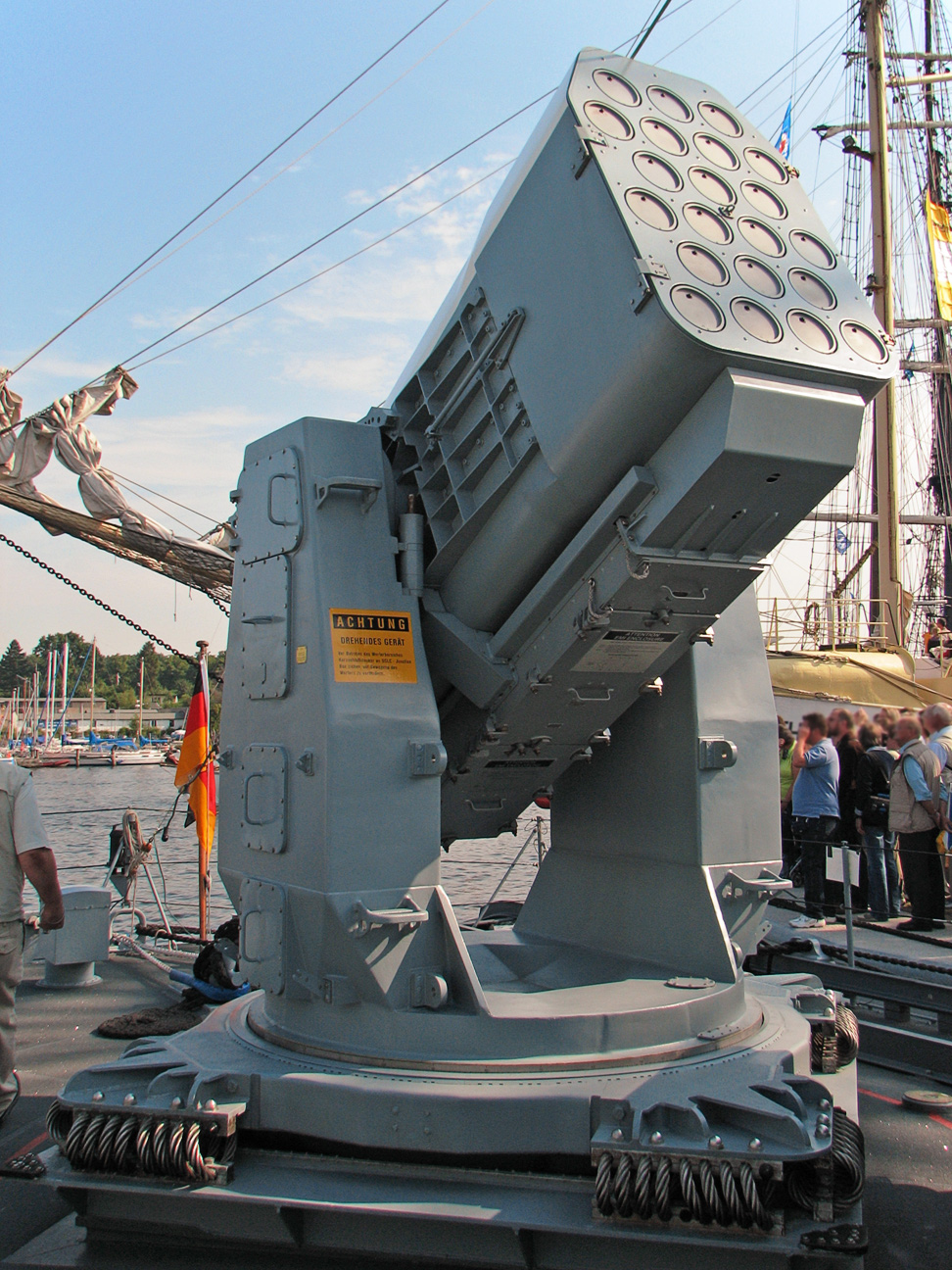
Mk 49
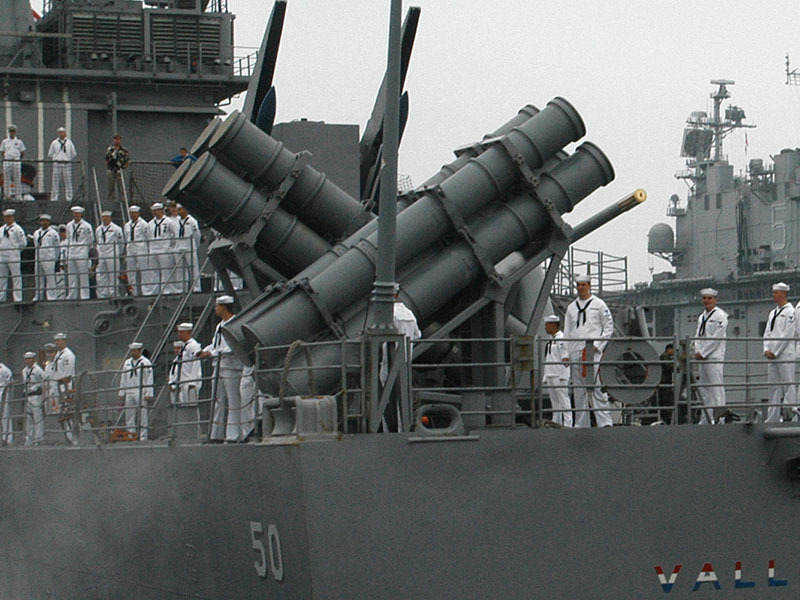
Mk 141
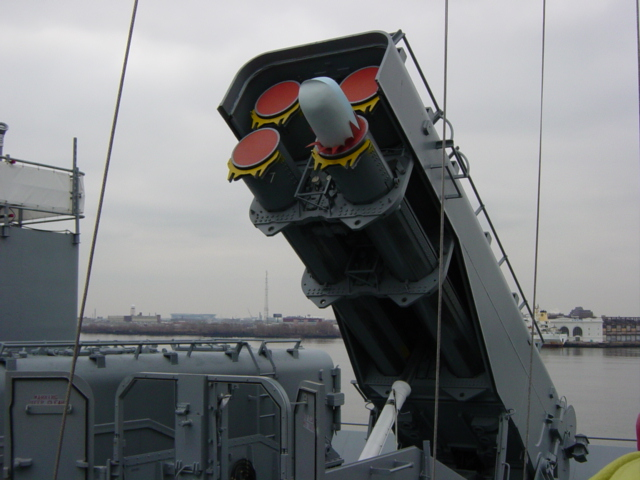
Mk 143